# Xã Effington, Quận Otter Tail, Minnesota
Xã Effington (tiếng Anh: Effington Township) là một xã thuộc quận Otter Tail, tiểu bang Minnesota, Hoa Kỳ. Năm 2010, dân số của xã này là 264 người.